# Коморово (Нідзицький повіт)
Коморово (пол. Komorowo, нім. Camerau) — село в Польщі, у гміні Яново Нідзицького повіту Вармінсько-Мазурського воєводства.
У 1975-1998 роках село належало до Ольштинського воєводства.